# MO Béjaïa
Mouloudia Olympique de Béjaïa (în arabă مولودية بجاية), denumit în mod obișnuit MO Béjaïa sau simplu MOB, este un club de fotbal algerian și reprezintă orașul Béjaïa în competițiile algeriene, situată în nordul Algeriei.